# Erigorgus fibulator
Erigorgus fibulator är en stekelart som först beskrevs av Johann Ludwig Christian Gravenhorst 1829.  Erigorgus fibulator ingår i släktet Erigorgus och familjen brokparasitsteklar. Arten är reproducerande i Sverige. Inga underarter finns listade i Catalogue of Life.